# Bartholomäus Reisacher
Bartholomäus Reisacher († 1574 oder 1575) war ein österreichischer Arzt, Astronom und Mathematiker. Er kam aus Waltenstein in Kärnten; sein Name findet sich in Variationen, wie Barptolemaeus oder Reysacher.

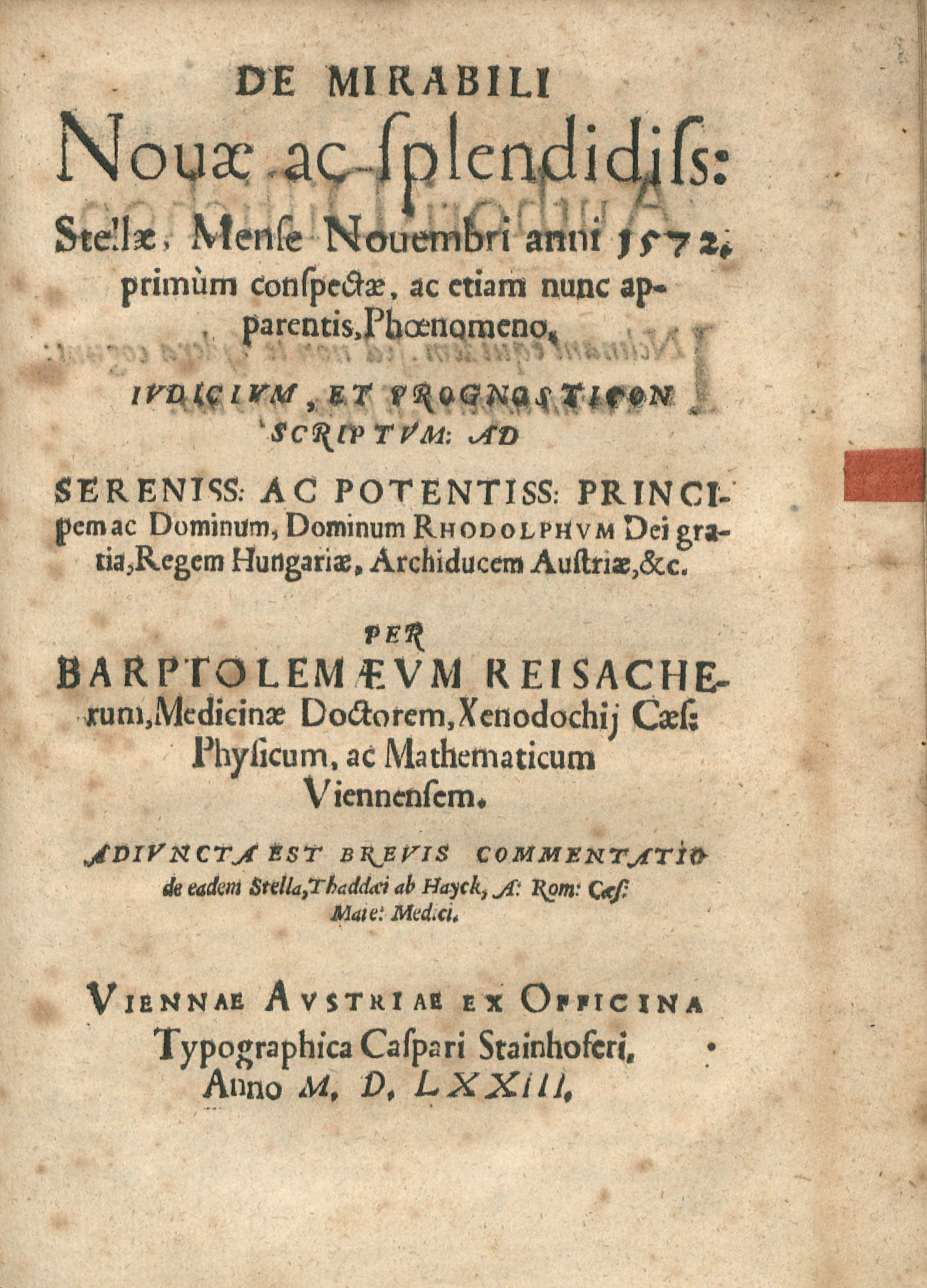
De mirabili Novae ac splendidis stellae ... Titelblatt (1573)

## Leben und Wirken
Reisacher war Leibarzt von Kaiser Maximilian II. und Kollege von Paul Fabricius. Er gab in Wien Kalender heraus und schrieb eine Abhandlung De mirabili Novae ac splendidissimae stellae über die heute als SN 1572 bekannte Supernova. Er war Professor für Mathematik in Wien, aber auch für Medizin; im Sommersemester 1563 und im Sommersemester 1572 war er Dekan der Medizinischen Fakultät der Universität Wien. 1570 war er Rektor der Universität.
In seinem Almanch (für 1575) gab er die Zeitpunkte für Auf- und Niedergang der Sonne sowie die Zeiträume dazwischen, also Tag- und Nachtlänge an, und zwar für mitteleuropäische Orte.

## Werke
- Almanach durch Barptolomeum Reysacher, der Ertzney Doctor, auch einer Ersamen Landschafft inn Cärntn bestelten Physicum, auf die Stat Wienn gemacht, dits M.D.LXIII (1563.) Jar. Michael Zimmerman, Wien o. J. (1562).
- Doctorum in Viennensi academia brevis depictio. Egidius Aquila, Wien (1551). Photomechanischer Nachdruck durch den Universitäts-Bund Alma Mater Rudolphina, 1968.
- De mirabili Nouæ ac splendissimæ Stellæ, Mense Nouembri anni 1572 primum conspectæ, ac etiam nunc apparentis, Phoenomeno. Wien 1573. Digitalisat an der Universitätsbibliothek Wien (eBooks on Demand). („Über die wundersame Erscheinung des neuen und hellglänzenden Sternes, welcher im Monat November des Jahres 1572 erstmals erblickt ward und selbst jetzt noch sichtbar ist.“)
- Almanach (für 1575). Wien o. J. (wohl 1574).

## Einzelbelege
1. ↑  Acta Facultatis Medicae Universitatis Vindobonensis, Bd. 4, hrsg. von Leopold Senfelder. Wien 1908.
2. ↑  Nach Franz Graf-Stuhlhofer: Tradition(en) und Empirie in der frühneuzeitlichen Naturforschung. In: Helmuth Grössing, Kurt Mühlberger (Hrsg.): Wissenschaft und Kultur an der Zeitenwende. Renaissance-Humanismus, Naturwissenschaften und universitärer Alltag im 15. und 16. Jahrhundert (= Schriften des Archivs der Universität Wien; 15). Göttingen 2012, S. 63–80, dort S. 79.

| Personendaten    | Personendaten                                      |
| ---------------- | -------------------------------------------------- |
| NAME             | Reisacher, Bartholomäus                            |
| KURZBESCHREIBUNG | österreichischer Mathematiker, Astronom, Mediziner |
| GEBURTSDATUM     | 15. Jahrhundert oder 16. Jahrhundert               |
| STERBEDATUM      | 1574                                               |